# Ravi Coltrane
Ravi Coltrane (ur. 6 sierpnia 1965 w Nowym Jorku) – amerykański saksofonista i kompozytor jazzowy.

## Życiorys
Syn muzyków jazzowych, saksofonisty Johna Coltrane’a i pianistki Alice Coltrane, młodszy brat zmarłego w wypadku samochodowym perkusisty Johna Jr. (ur. 1964, zm. 1982) i starszy Oranyana („Oran”, ur. 1967), saksofonisty i didżeja, przyrodni brat Michelle, córki matki z wcześniejszego związku, kuzyn producenta Stevena Ellisona (vel Flying Lotus). Imię otrzymał na cześć Raviego Shankara, indyjskiego mistrza gry na sitarze.
Kiedy miał niespełna dwa lata, zmarł jego ojciec. Niebawem rodzina przeniosła się na Zachodnie Wybrzeże, do Los Angeles w stanie Kalifornia, gdzie młody Coltrane dorastał i edukował się, m.in. kończąc w 1983 roku El Camino Real Charter High School w Woodland Hills, następnie podejmując w roku 1986 studia muzyczne na prywatnym uniwersytecie California Institute of the Arts (CalArts) w Valencii. W szkole średniej grał na klarnecie, na studiach skoncentrował się na saksofonie. Wielki wpływ na jego kulturę muzyczną wywarła matka.
Początkowo koncertował w zespołach Alice Coltrane. Od lat dziewięćdziesiątych podejmował współpracę z wieloma innymi muzykami i grupami, jak np. w 1991 roku z Elvinem Jonesem, niegdyś perkusistą Johna Coltrane’a, zaś w kolejnych latach ze Steve’em Colemanem, jednym z twórców koncepcji M-Base, ponadto m.in. z Terence’em Blanchardem, McCoyem Tynerem, Wallace’em Roneyem, Joanne Brackeen i Geri Allen. W roku 1997 podpisał kontrakt z wytwórnią RCA Records i niebawem, po tym jak wystąpił dotąd w roli sidemana na ponad trzydziestu płytach, nagrał jako lider swój pierwszy album, Moving Pictures (1998), a następnie ruszył w tournée po Ameryce Północnej i Europie. W kolejnych latach zarejestrował i ogłosił pod swoim nazwiskiem płyty: From the Round Box (RCA 2000), Mad 6 (Sony Music 2002) oraz In Flux (Savoy Jazz 2005), wszystkie życzliwie przyjęte przez publiczność i krytykę, która chwaliła twórcę za posiadanie własnej osobowości muzycznej, zauważając przy tym wpływ dokonań ojca.
W 1999 roku poślubił Kathleen Hennessy, z którą miał syna Williama. W roku 2001 założył wraz z małżonką i saksofonistą Mikiem McGinnisem wytwórnię płytową RKM Music. Pod jej szyldem ukazały się nagrania rozmaitych wykonawców, pośród których wymienić można Ralpha Alessiego, Robina Eubanksa, Davida Gilmore’a, Grahama Haynesa, Luisa Perdomo i in. Obok wspierania innych muzyków i prowadzenia działalności wydawniczej zajmował się także produkcją muzyczną, dla przykładu był producentem Translinear Light, wydanego w 2004 roku nakładem Verve Records ostatniego albumu studyjnego Alice Coltrane, na którym dodatkowo zagrał na saksofonie tenorowym i altowym oraz na instrumentach perkusyjnych.
W roku 2008 stał się członkiem septetu The Blue Note 7, utworzonego w hołdzie dla wytwórni Blue Note Records, obchodzącej swoje siedemdziesięciolecie. W tym samym roku ansambl wykonał utwory, które trafiły na wydany w 2009 album Mosaic: A Celebration of Blue Note Records. Ponadto Coltrane jest współliderem projektu Saxophone Summit, którym kierują wraz z nim Joe Lovano i Dave Liebman.
W 2009 roku ukazał się Blending Times, drugi album zarejestrowany dla wytwórni Savoy Jazz, zaś w 2012 Spirit Fiction, pierwsza płyta, jaką pod swoim nazwiskiem nagrał dla Blue Note.
Obecnie Ravi Coltrane mieszka na nowojorskim Brooklynie. Poza komponowaniem własnej muzyki, nagrywaniem, produkowaniem i wydawaniem płyt, które promuje choćby w trakcie występów, z którymi dotychczas kilkakrotnie docierał także do Polski, zajmuje się m.in. dbaniem o spuściznę Johna i Alice Coltrane’ów, w tym wznawianiem ich dorobku oraz publikacją tych nagrań pozostawionych przez ojca, które wcześniej były nieznane szerszemu gronu odbiorców.

## Wybrana dyskografia
Opracowano na podstawie materiału źródłowego.

### Jako lider
- (1998) Moving Pictures (RCA)
- (2000) From the Round Box (RCA)
- (2002) Mad 6 (Sony Music)
- (2005) In Flux (Savoy Jazz)
- (2009) Blending Times (Savoy Jazz)
- (2012) Spirit Fiction (Blue Note)

### Jako sideman
Steve Coleman:
- (1994) A Tale of 3 Cities (BMG)
- (1995) Def Trance Beat (BMG)
- (1996) The Sign and the Seal (BMG)
- (1997) Genesis (BMG)
- (1997) The Opening of the Way (BMG)
- (1998) The Sonic Language of Myth (BMG)
- (2003) Lucidarium (Label Bleu)

Alice Coltrane:
- (2004) Translinear Light (Verve Records)

Elvin Jones:
- (1992) In Europe (Enja)
- (1993) Going Home (Enja)

Ryan Kisor:
- (1992) Minor Mutiny (Columbia)

David Murray:
- (1993) Andy and the Bey Sisters (Red Baron)

Wallace Roney:
- (1993) Munchin' (Muse)
- (1994) Misterios (Warner Bros.)

Tomasz Stańko:
- (2014) Polin (MHŻP)